# Arizona Dream
Arizona Dream is een Amerikaanse dramafilm uit 1993 onder regie van Emir Kusturica. Hij won met deze film de Zilveren Beer op het Filmfestival van Berlijn.

## Verhaal
Axel Blackmar werkt in New York voor het departement van de jacht en de visvangst, totdat zijn oom Leo hem terugroept naar zijn geboortestad in Arizona. Hij wil dat Axel getuige is bij zijn huwelijk en dat hij bij hem blijft werken in zijn autozaak. Axel leert er de bevallige weduwe Elaine Stalker en haar stiefdochter Grace kennen.

## Rolverdeling
| Acteur        | Personage      |
| ------------- | -------------- |
| Johnny Depp   | Axel Blackmar  |
| Jerry Lewis   | Leo Sweetie    |
| Faye Dunaway  | Elaine Stalker |
| Lili Taylor   | Grace Stalker  |
| Vincent Gallo | Paul Leger     |